# غابرييل مالكي
غابرييل مالكي  (17 نوفمبر 1989-)  ممثل سوري

## حياته ومشواره المهني
ولد في  القامشلي ،خريج  المعهد العالي للفنون المسرحية عام 2013  بدأ مشواره عام  2010 في المسرح ثم التلفزيون والسينما

## أعماله

### في السينما
- 2015:بإنتظار الخريف[3]
- 2020:البحث عن جوليت

### في التلفزيون
- 2011:شيفون
- 2014:قلم حمرة
- 2015:العراب - نادي الشرق
- 2016:العراب -تحت الحزام
- 2016:عطر الشام
- 2017:عطر الشام 2
- 2017:الغريب
- 2018:عطر الشام 3
- 2019:عطر الشام 4
- 2019:ناس من ورق
- 2021:خريف العشاق
- 2021:باب الحارة 11

### في المسرح
- 2011:يد على يد نص ايراني
- 2013:مس جوليا
- 2013:الكوميديا السوداء[4]
- 2020:البيت يفوز دائما

## روابط خارجية
- غابرييل مالكي على موقع قاعدة بيانات الأفلام العربية